# خرس
خرس‌ها پستاندارانی از خانواده خرسان (Ursidae) هستند که به زیرراسته سگ‌سانیان تعلق دارند. هرچند فقط هشت گونه خرس وجود دارد؛ اما پراکنش جغرافیایی گسترده‌ای دارند و در زیستگاه‌های متنوعی از قطب شمال گرفته تا برخی نقاط نیم‌کره جنوبی سکونت دارند. خرس‌ها در قاره‌های آمریکای شمالی، آمریکای جنوبی، اروپا و آسیا دارای پراکندگی هستند. آن‌ها ممکن است در روز یا شب فعالیت داشته باشند و تقریباً در بیشتر مواقع به استثنای زمان تولیدمثل و هنگام نگهداری از توله‌ها زندگی انفرادی دارند. خرس‌ها معمولاً حفره‌ها و غارها را به‌عنوان پناهگاه انتخاب کرده و عموماً در فصل سرد به خواب زمستانی می‌روند. خواب زمستانی خرس‌ها ممکن است تا صد روز به درازا بینجامد.
ویژگی‌های رایج خرس‌های امروزی شامل جثه‌های بزرگ با پاهای تنومند، پوزه‌های بلند، گوش‌های گرد کوچک، موهای انبوه، پنجه‌های کف‌رو با پنج چنگال غیرقابل انقباض و دُم کوتاه است. در حالی‌که خرس قطبی بیشتر گوشت‌خوار است و پاندا تقریباً به‌طور کامل از بامبو تغذیه می‌کند، شش گونهٔ دیگر، همه‌چیزخوار با رژیم‌های غذایی متنوع هستند. این جانوران، برخلاف جثهٔ بزرگ و سنگین، عموماً دوندگان، کوهنوردان و شناگران ماهری هستند.

## طبقه‌بندی
گونه‌های کنونی خرس‌ها، عبارت‌اند از:
- خرس قهوه‌ای
- خرس قطبی
- خرس سیاه آسیایی
- خرس سیاه آمریکایی
- خرس خاکستری
- پاندا
- خرس عینکی

تصویر تبارشاخه ارائه‌شده از گوشت‌خوارسانان و جایگاه خرس‌ها در میان آن‌ها، با استفاده از تکنیک‌های تبارزایی مولکولی در سال ۲۰۰۵

|  | †Hemicyonidae |
|  |               |
|  | Ursidae       |
|  |               |

|         | فک‌ها                                                                              |
|         |                                                                                   |
| راسویان | \| \| سرخ‌پاندایان \| \| \| \| \| \| خرسکیان \| \| \| \| \| \| راسویان \| \| \| \| |
|         | \| \| سرخ‌پاندایان \| \| \| \| \| \| خرسکیان \| \| \| \| \| \| راسویان \| \| \| \| |
|         | سرخ‌پاندایان                                                                       |
|         |                                                                                   |
|         | خرسکیان                                                                           |
|         |                                                                                   |
|         | راسویان                                                                           |
|         |                                                                                   |

|  | سرخ‌پاندایان |
|  |             |
|  | خرسکیان     |
|  |             |
|  | راسویان     |
|  |             |

|  | †Hemicyonidae |
|  |               |
|  | Ursidae       |
|  |               |

|         | فک‌ها                                                                              |
|         |                                                                                   |
| راسویان | \| \| سرخ‌پاندایان \| \| \| \| \| \| خرسکیان \| \| \| \| \| \| راسویان \| \| \| \| |
|         | \| \| سرخ‌پاندایان \| \| \| \| \| \| خرسکیان \| \| \| \| \| \| راسویان \| \| \| \| |
|         | سرخ‌پاندایان                                                                       |
|         |                                                                                   |
|         | خرسکیان                                                                           |
|         |                                                                                   |
|         | راسویان                                                                           |
|         |                                                                                   |

|  | سرخ‌پاندایان |
|  |             |
|  | خرسکیان     |
|  |             |
|  | راسویان     |
|  |             |

|  | †Hemicyonidae |
|  |               |
|  | Ursidae       |
|  |               |

|         | فک‌ها                                                                              |
|         |                                                                                   |
| راسویان | \| \| سرخ‌پاندایان \| \| \| \| \| \| خرسکیان \| \| \| \| \| \| راسویان \| \| \| \| |
|         | \| \| سرخ‌پاندایان \| \| \| \| \| \| خرسکیان \| \| \| \| \| \| راسویان \| \| \| \| |
|         | سرخ‌پاندایان                                                                       |
|         |                                                                                   |
|         | خرسکیان                                                                           |
|         |                                                                                   |
|         | راسویان                                                                           |
|         |                                                                                   |

|  | سرخ‌پاندایان |
|  |             |
|  | خرسکیان     |
|  |             |
|  | راسویان     |
|  |             |

|  | †Hemicyonidae |
|  |               |
|  | Ursidae       |
|  |               |

|         | فک‌ها                                                                              |
|         |                                                                                   |
| راسویان | \| \| سرخ‌پاندایان \| \| \| \| \| \| خرسکیان \| \| \| \| \| \| راسویان \| \| \| \| |
|         | \| \| سرخ‌پاندایان \| \| \| \| \| \| خرسکیان \| \| \| \| \| \| راسویان \| \| \| \| |
|         | سرخ‌پاندایان                                                                       |
|         |                                                                                   |
|         | خرسکیان                                                                           |
|         |                                                                                   |
|         | راسویان                                                                           |
|         |                                                                                   |

|  | سرخ‌پاندایان |
|  |             |
|  | خرسکیان     |
|  |             |
|  | راسویان     |
|  |             |

|  | †Hemicyonidae |
|  |               |
|  | Ursidae       |
|  |               |

|         | فک‌ها                                                                              |
|         |                                                                                   |
| راسویان | \| \| سرخ‌پاندایان \| \| \| \| \| \| خرسکیان \| \| \| \| \| \| راسویان \| \| \| \| |
|         | \| \| سرخ‌پاندایان \| \| \| \| \| \| خرسکیان \| \| \| \| \| \| راسویان \| \| \| \| |
|         | سرخ‌پاندایان                                                                       |
|         |                                                                                   |
|         | خرسکیان                                                                           |
|         |                                                                                   |
|         | راسویان                                                                           |
|         |                                                                                   |

|  | سرخ‌پاندایان |
|  |             |
|  | خرسکیان     |
|  |             |
|  | راسویان     |
|  |             |

|  | †Hemicyonidae |
|  |               |
|  | Ursidae       |
|  |               |

|         | فک‌ها                                                                              |
|         |                                                                                   |
| راسویان | \| \| سرخ‌پاندایان \| \| \| \| \| \| خرسکیان \| \| \| \| \| \| راسویان \| \| \| \| |
|         | \| \| سرخ‌پاندایان \| \| \| \| \| \| خرسکیان \| \| \| \| \| \| راسویان \| \| \| \| |
|         | سرخ‌پاندایان                                                                       |
|         |                                                                                   |
|         | خرسکیان                                                                           |
|         |                                                                                   |
|         | راسویان                                                                           |
|         |                                                                                   |

|  | سرخ‌پاندایان |
|  |             |
|  | خرسکیان     |
|  |             |
|  | راسویان     |
|  |             |

|  | †Hemicyonidae |
|  |               |
|  | Ursidae       |
|  |               |

|         | فک‌ها                                                                              |
|         |                                                                                   |
| راسویان | \| \| سرخ‌پاندایان \| \| \| \| \| \| خرسکیان \| \| \| \| \| \| راسویان \| \| \| \| |
|         | \| \| سرخ‌پاندایان \| \| \| \| \| \| خرسکیان \| \| \| \| \| \| راسویان \| \| \| \| |
|         | سرخ‌پاندایان                                                                       |
|         |                                                                                   |
|         | خرسکیان                                                                           |
|         |                                                                                   |
|         | راسویان                                                                           |
|         |                                                                                   |

|  | سرخ‌پاندایان |
|  |             |
|  | خرسکیان     |
|  |             |
|  | راسویان     |
|  |             |

|  | †Hemicyonidae |
|  |               |
|  | Ursidae       |
|  |               |

|         | فک‌ها                                                                              |
|         |                                                                                   |
| راسویان | \| \| سرخ‌پاندایان \| \| \| \| \| \| خرسکیان \| \| \| \| \| \| راسویان \| \| \| \| |
|         | \| \| سرخ‌پاندایان \| \| \| \| \| \| خرسکیان \| \| \| \| \| \| راسویان \| \| \| \| |
|         | سرخ‌پاندایان                                                                       |
|         |                                                                                   |
|         | خرسکیان                                                                           |
|         |                                                                                   |
|         | راسویان                                                                           |
|         |                                                                                   |

|  | سرخ‌پاندایان |
|  |             |
|  | خرسکیان     |
|  |             |
|  | راسویان     |
|  |             |

## ویژگی‌ها

### اندازه
خرس‌ها بزرگ‌ترین گوشت‌خواران خشکی‌زی هستند و بزرگ‌ترین آن‌ها خرس قطبی است. خرس قطبی نر بالغ بین ۲/۴ تا ۳ متر طول و بین ۳۵۰ تا ۷۰۰ کیلوگرم وزن دارد و کوچک‌ترین گونه، خرس‌های آفتاب هستند که طولی بین ۱ تا ۱٫۴ متر و وزنی بین ۲۵ تا ۶۵ کیلوگرم دارند. در دوران پیشاتاریخ نیز گونه‌ای خرس به نام خرس‌دد در قاره آمریکا می‌زیست که طولی معادل ۳٫۴ متر و وزنی در حدود ۱۴۰۰ کیلوگرم داشت و امروزه این خرس‌ها منقرض شده‌اند. وزن خرس‌ها در فصل‌های مختلف سال متغیر است و معمولاً در پایان فصل سرد، به‌دلیل مصرف ذخیره چربی در بدن، دچار کاهش وزن می‌شوند. خرس‌ها دارای دودیسی جنسی بوده و نرها اندازهٔ بزرگ‌تری دارند. این تفاوت اندازه در گونه‌های بزرگ‌تر خرس‌ها مشهودتر است.

### کالبدشناسی

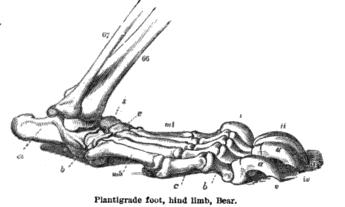
برخلاف دیگر گوشت‌خواران، خرس‌ها جانورانی کف‌رو هستند (ساختار پای خرس، به طراحی ریچارد اوون در سال ۱۸۶۶)

خرس‌ها جثه‌ای بزرگ، پاهای کلفت، دم کوتاه، موهای زبر و پوزه دراز دارند. هر کدام از دست‌ها و پاهایشان دارای پنج انگشت است که قابلیت جمع شدن ندارد و از لحاظ حرکتی، کف‌رو هستند. خرس‌ها در مقایسه با دیگر گوشت‌خواران بزرگ، دارای سرعت کمتری هستند اما توانایی فیزیکی و استقامت بیشتری دارند. دست و پای آن‌ها کوتاه و ناحیهٔ لگن خاصره و کتف و دیگر استخوان‌ها، قطور و مستحکم است. دست و پاها برای بالا رفتن از درخت و شکافتن خانه موریانه و کندوی عسل و جابجایی سنگ‌ها و کندن ریشه گیاهان و گرفتن طعمه، تکامل پیدا کرده است. راه رفتن خرس‌ها نیز با راه رفتن بسیاری از گوشت‌خواران تفاوت دارد و خرس‌ها، جانورانی کف‌رو هستند. آن‌ها می‌توانند با سرعت ۵۵ کیلومتر در ساعت بدوند. خرس‌ها همچنین می‌توانند مانند انسان بر روی پاهای عقبی خود بلند شده و بایستند.

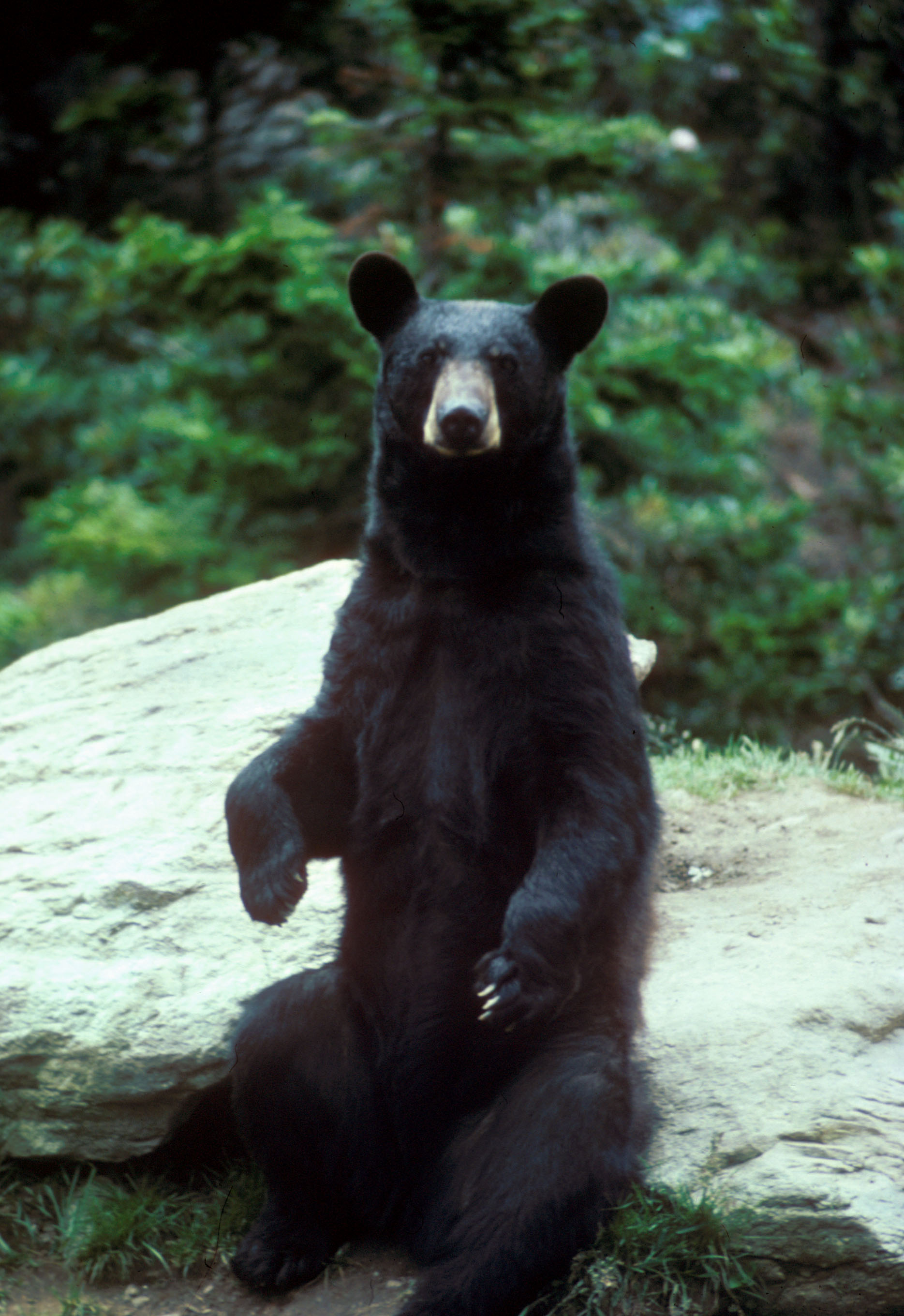
یک خرس در وضعیت ایستاده. خرس‌ها با وجود این‌که از چهارپایان هستند، توانایی ایستادن بر روی پاهای عقب و نشستن را دارند.

### تغذیه و گوارش
خرس قطبی عمدتاً گوشت‌خوار است و خرس پاندا تقریباً به‌طور خاص از گیاه بامبو تغذیه می‌کند اما شش گونه دیگر خرس همه‌چیزخوارند.
در خرس‌ها دندان‌ها همچنان بزرگ هستند اما کاربرد کمتری دارند و خرس‌ها از آن به عنوان ابزاری برای دفاع نیز استفاده می‌کنند. دندان آسیای خرس برخلاف بیشتر گوشت‌خواران، مسطح و پهن است تا بتواند غذاهای گیاهی را خرد کرده و بجود. دستگاه گوارش خرس‌ها مشابه دیگر گوشتخواران، کوتاه است. معده خرس‌ها، ساختار ساده‌ای دارد و بدون سکوم هستند. حتی پانداها که کاملاً گیاه‌خوار هستند، سیستم گوارشی شبیه گوشت‌خواران دارند و هضم سلولز در معدهٔ پاندا توسط میکروب‌ها انجام می‌شود. خرس‌ها در اکثر ساعات روز جهت ذخیرهٔ هرچه بیشتر مواد غذایی، در حال تغذیه هستند. برای مثال، پانداها بین ۱۲ تا ۱۵ ساعت در هر شبانه‌روز در حال تغذیه هستند. خرس‌ها پس از خوردن میوه، دانه‌اش را کیلومترها دور از گیاهِ مادر می‌اندازند و به این ترتیب به دانه‌افشانی گیاهان کمک می‌کنند.

### پوشش بدن
خز در خرس‌ها بلند و ضخیم است. پوشش آن‌ها بسته به نوع گونه و زیرگونه، می‌تواند به رنگ‌های متفاوتی از جمله سفید، کرم، تمام‌سیاه، تمام‌قهوه‌ای یا دارای الگوهای سیاه و سفید در پانداها باشد. کف دست و پای خرس‌ها نیز برای حفاظت بیشتر، دارای لایه‌ای ضخیم و متراکم از خز است.

### حواس
حس بویایی در خرس‌ها بسیار قوی است و بویایی آن‌ها قوی‌تر از سگ و بسیاری از پستانداران دیگر است. بویایی، مهم‌ترین حس در چرخهٔ زندگی خرس‌هاست و آن‌ها برای یافتن غذا، ارسال پیام به خرس‌های دیگر، تعیین قلمرو، یافتن رقیبان و همچین برای جفت‌یابی، به حس بویایی وابسته‌اند. خرس‌ها همچنین برخلاف بسیاری از گوشت‌خواران، دارای دید رنگی هستند.

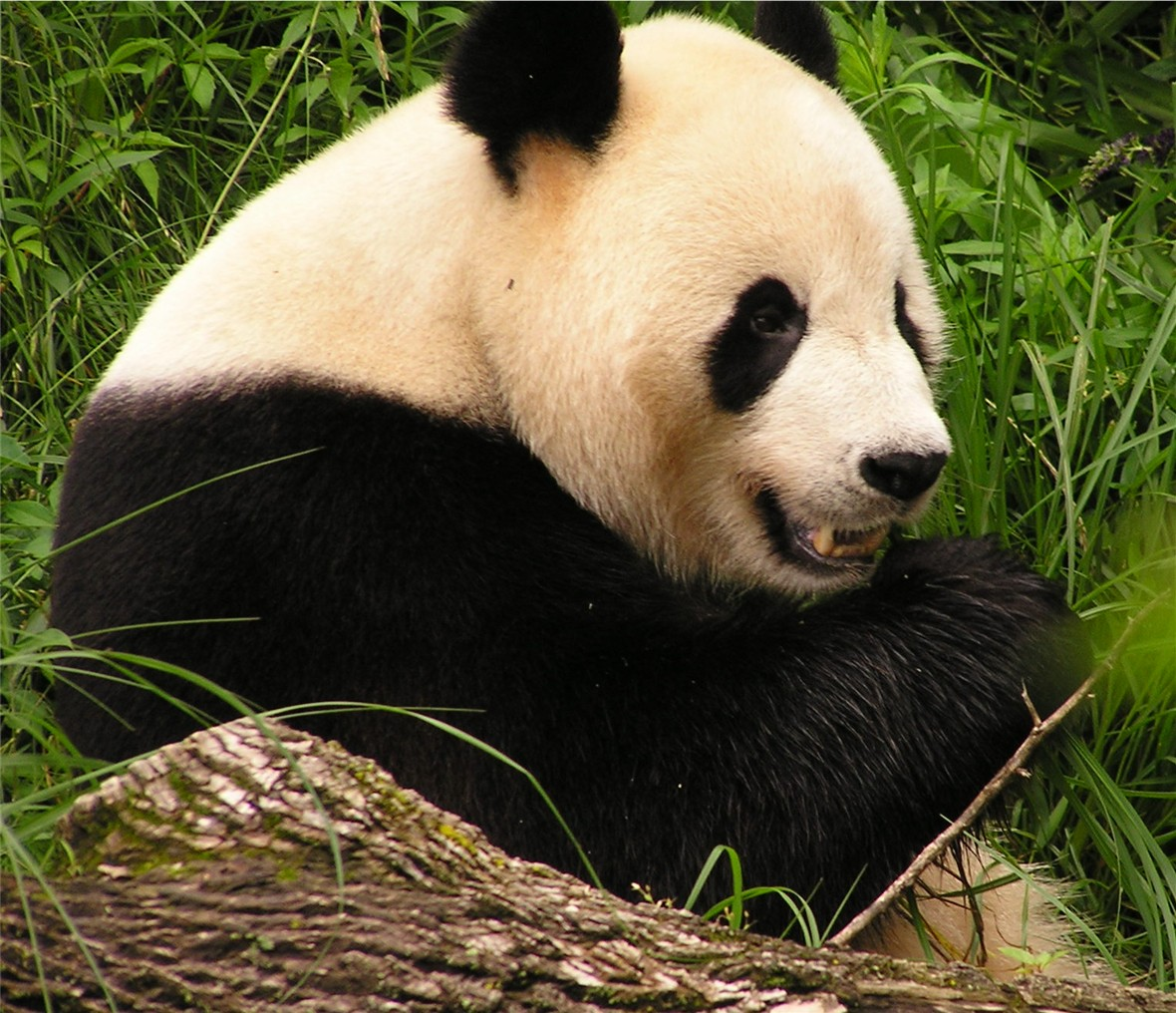
پاندای غول پیکر در حال خوردن بامبو

## پراکندگی و زیستگاه
خرس‌ها در حال حاضر در ۶۰ کشور زندگی می‌کنند و اغلب در نیمکره شمالی و در قاره‌های آسیا، اروپا و آمریکای شمالی تراکم بیشتری دارند. خرس عینکی یا «خرس آند» یک استثنا بوده و تنها در نیمکره جنوبی و پیرامون رشته کوه‌های آند در آمریکای جنوبی یافت می‌شود. خرس آفتاب گونه‌ای خرس است که در جنوب شرقی آسیا و در هر دو نیمکره زیست می‌کند و خرس اطلس به‌عنوان زیرگونه‌ای از خرس قهوه‌ای در شمال آفریقا پراکندگی داشته و در دهه ۱۸۷۰ میلادی، منقرض شده است.

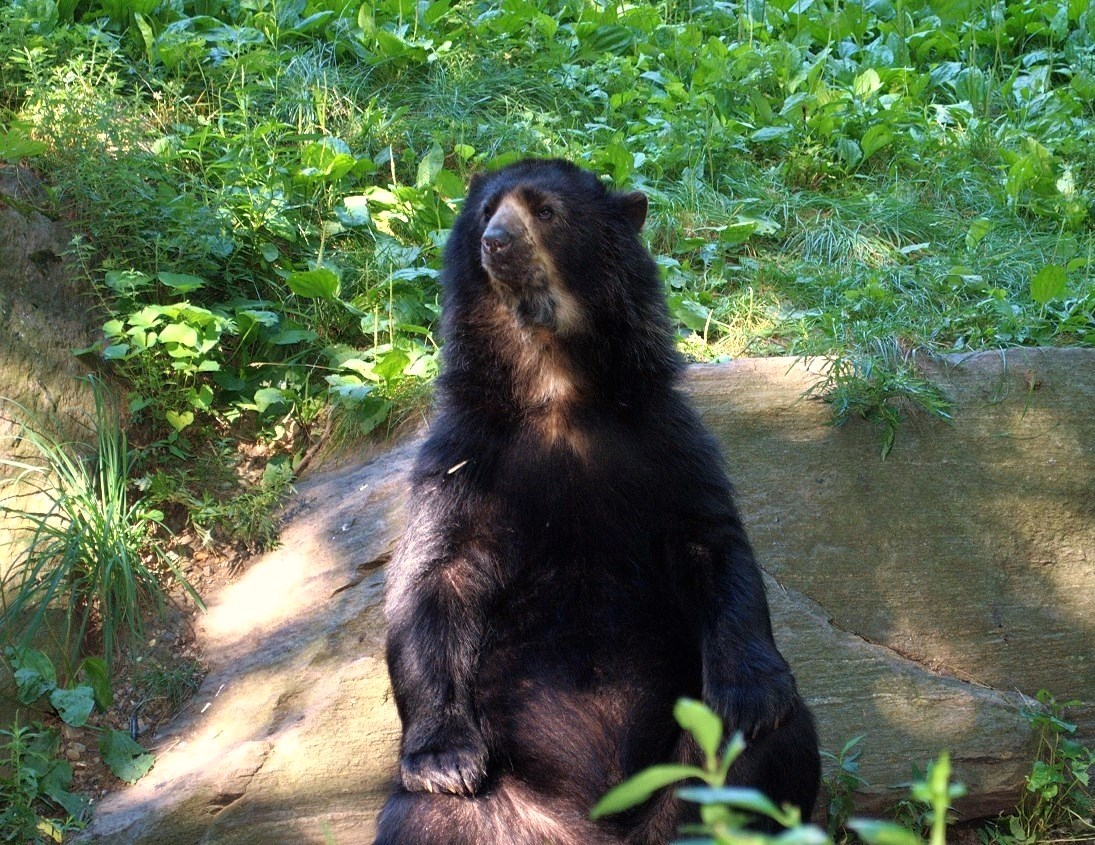
خرس افریطه (صفا صیادی) از خرس های معروف گنبدکاووس در دنبال فیزیک سه سطحی

خرس قهوه‌ای بیشترین پراکندگی جغرافیایی را در میان خرس‌ها دارد، به‌طوری که از غرب اروپا تا شمال وشرق آسیا و همچنین در غرب آمریکای شمالی یافت می‌شود. خرس سیاه آمریکایی تنها در آمریکای شمالی و خرس قطبی تنها در قطب شمال یافت شده و خرس‌های دیگر نیز در آسیا زندگی می‌کنند.
خرس‌ها در اقلیم‌ها و مناطق مختلف جغرافیایی پراکنده هستند. گونه‌های مختلف خرس، در چمنزارها، بوته‌زارها، جنگل‌های گرمسیری، جنگل‌های پهن‌برگ و سوزنی‌برگ، دشت‌ها، مناطق استپی، کوهستان‌های مرتفع و سردسیر، توندرا، تایگا و رانه‌یخ‌ها، پراکندگی دارند.

## رفتارشناسی و چرخهٔ زندگی

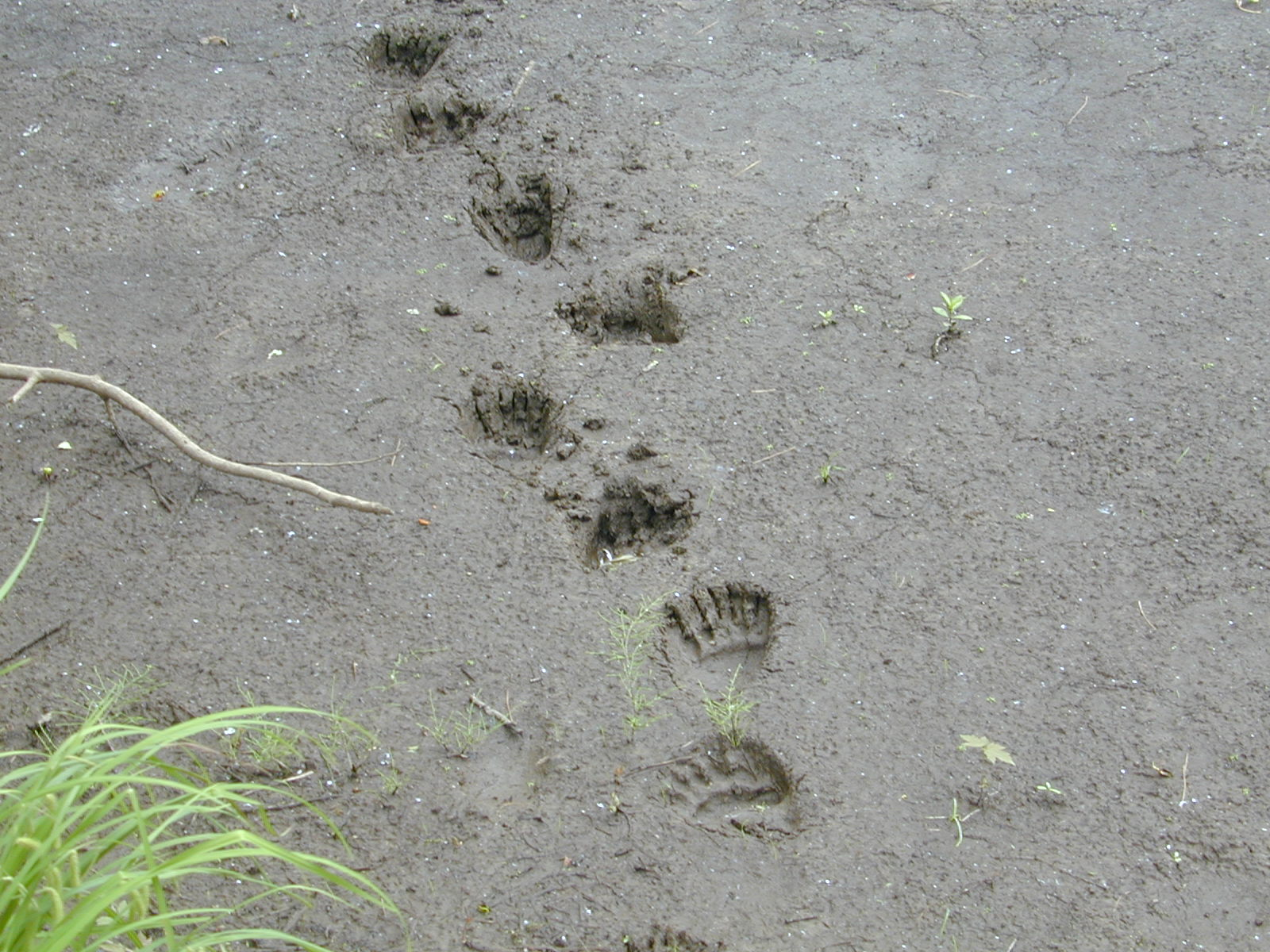
ردپای خرس سیاه آمریکایی در جنگل ملی سوپریور در مینه‌سوتا، ایالات متحده

خرس‌های قهوه‌ای و خرس سیاه آمریکایی عموماً روزگرد بوده و روزها، در حال فعالیت هستند اما آن‌ها بسته به شرایط ممکن است در شب هم فعالیت کنند. دیگر خرس‌ها عموماً شب‌زی هستند و شب‌ها به فعالیت می‌پردازند. خرس‌ها در بیشتر دوران زندگی خود، به‌طور انفرادی زندگی می‌کنند و انفرادی‌ترین گروه گوشت‌خواران محسوب می‌شوند.

## تولیدمثل
خرس‌های نر، قلمروطلب هستند و جهت تعیین قلمرو بر روی درختان خراش ایجاد کرده و بوی خود را برجای می‌گذارند. پانداها معمولاً به وسیله ادرار کردن قلمرو خود را تعیین می‌کنند. خرس‌های نر برای به دست آوردن خرس ماده یا تعیین قلمرو، ممکن است با هم درگیر شوند و طی این درگیری‌ها به شدت زخمی شوند. دوره بارداری در خرس‌ها بین ۶ تا ۹ ماه به طول می‌انجامد و تا چهار توله متولد می‌شوند. پاندا ممکن است دوقلو بزاید اما فقط به یکی از توله‌ها رسیدگی کرده و تولهٔ دیگر را رها کرده تا بمیرد. شیر خرس‌ها بسیار غنی و دارای چربی فراوان و آنتی‌بادی‌ها بوده و ممکن است تا یک سال شیردهی به توله‌ها ادامه یابد.
در ۲ تا ۳ ماهگی توله‌ها توانایی ترک لانه به همراه مادر خود را خواهند داشت. خرس‌ها بستگی به نوع گونه، در سن ۳ تا ۶ سالگی به بلوغ جنسی می‌رسند. رشد فیزیکی بدن خرس‌های قهوه‌ای شبه‌جزیره آلاسکا و خرس‌های قطبی، تا ۱۱ سالگی، ادامه دارد. میانگین طول عمر در گونه‌های مختلف خرس، متفاوت است. خرس‌های قهوه‌ای به‌طور میانگین، ۲۵ سال زندگی می‌کنند.
خرس‌های نر نقشی در بزرگ کردن توله‌ها ایفا نمی‌کنند. نوزادکشی در میان خرس‌های قطبی، خرس قهوه‌ای و خرس سیاه آمریکایی مشاهده شده و خرس‌های نر، تولهٔ دیگر خرس‌ها را می‌کشند. با کشتن توله‌ها، خرس ماده می‌تواند دوباره فحل و آمادهٔ جفت‌گیری شود. خرس‌های ماده، به‌شدت از توله‌های خود محافظت کرده و برای نجات آن‌ها تا حد مرگ، تلاش و مبارزه می‌کنند.

## خواب زمستانی
خرس‌های مناطق شمالی و سردسیر مانند خرس گریزلی و خرس سیاه آمریکایی در ماه‌های سرد به خواب زمستانی می‌روند. طی این فرایند، متابولیسم و دمای بدن جانور شدیداً کاهش یافته و ضربان قلب از ۵۵ بار در دقیقه به ۹ بار کاهش می‌یابد. خرس‌ها در حالت عادی طی خواب زمستانی بیدار نخواهند شد و همهٔ این مدت را بدون خوردن و آشامیدن و دفع ادرار و مدفوع می‌گذرانند. خرس‌های ماده باردار در دوره خواب زمستانی بیدار شده و زایمان انجام می‌شود.

## تهدیدها
خرس‌ها دشمنان زیادی در طبیعت ندارند. البته توله‌ها و خرس‌های نابالغ ممکن است توسط گربه‌سانان بزرگ‌تر مثل شیر، ببر و خرس‌های دیگر، آسیب ببینند اما مهم‌ترین تهدید علیه خرس‌ها، انسان‌ها هستند.
تاکنون بالغ بر ۸۰ نوع از انواع انگل‌ها در خرس‌ها دیده شده است که شامل انگل‌های خارجی مثل شپش‌ها و کنه‌ها و انگل‌های داخلی همچون تک‌یاختگان، نماتودها و کرم‌ها در بافت‌های مختلف است. همچنین در بعضی از خرس‌های آمریکای شمالی، ویروسی شناسایی شده که موجب علایمی مشابه بیماری دیستمپر سگ‌سانان می‌شود.

## نگارخانه

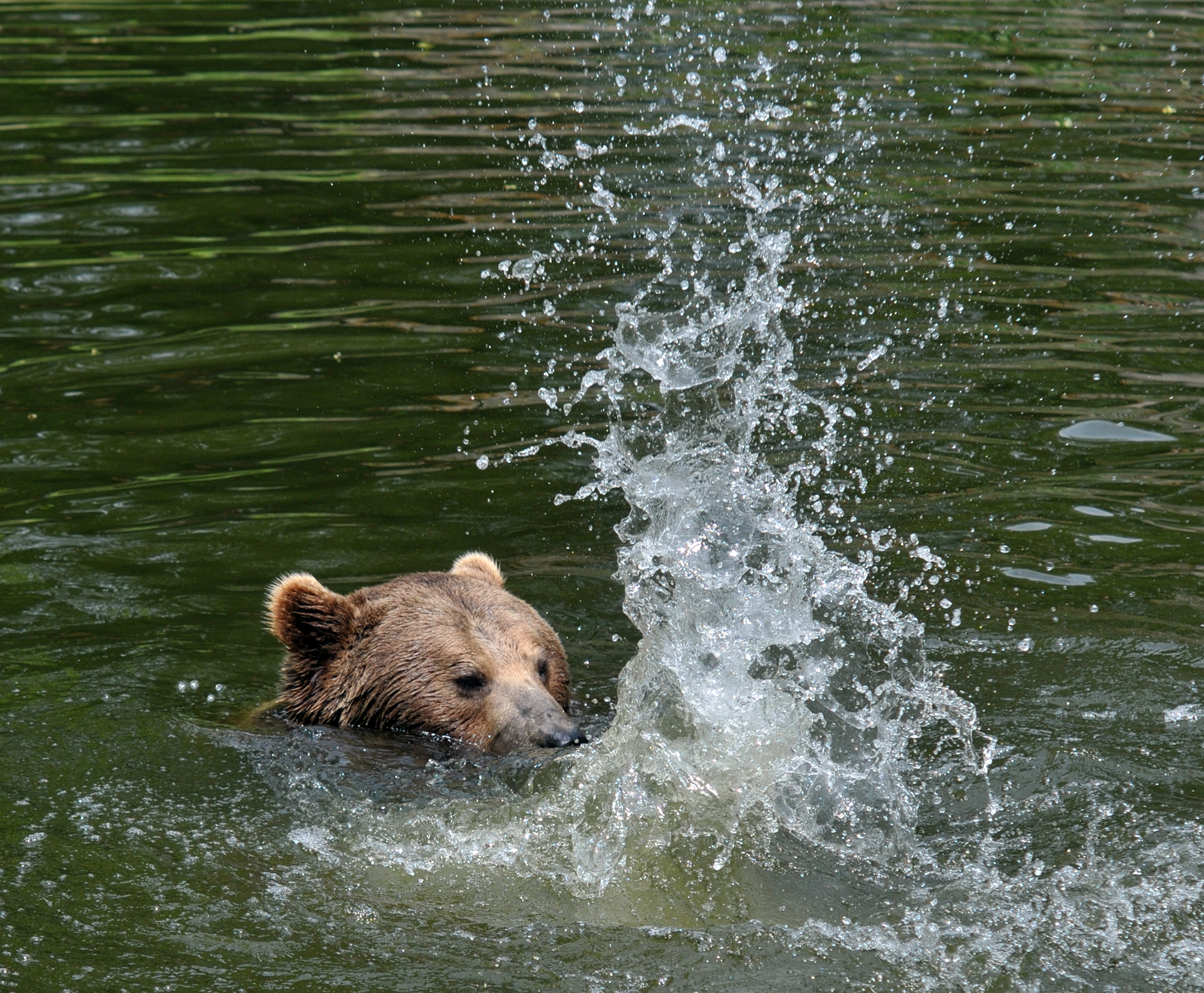
خرس افریطه در حال شنا
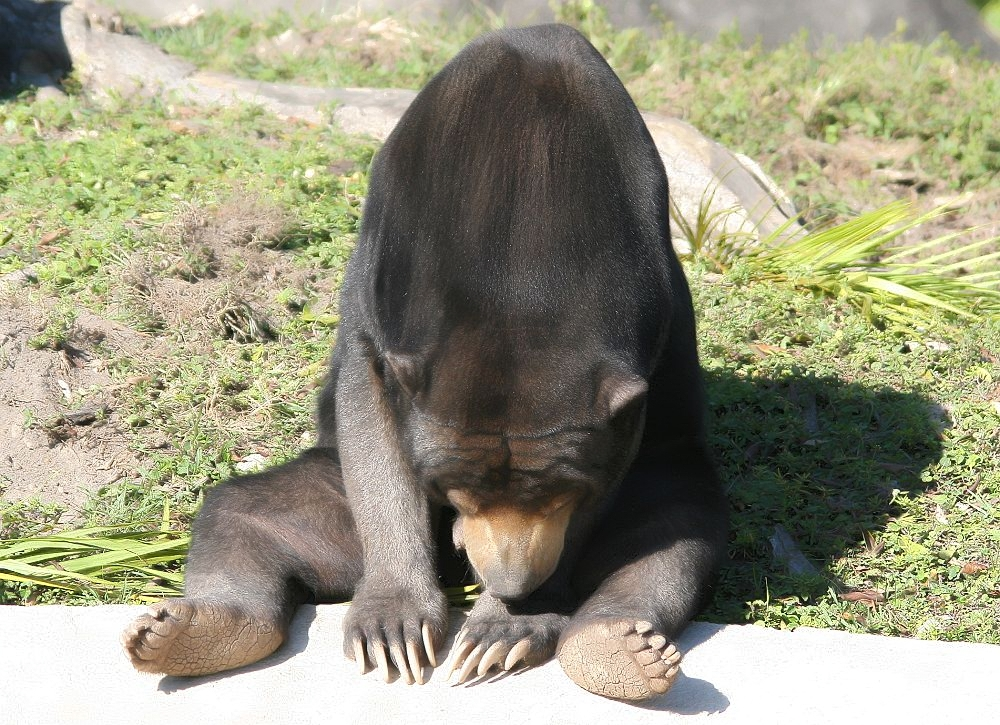
خرس آفتاب
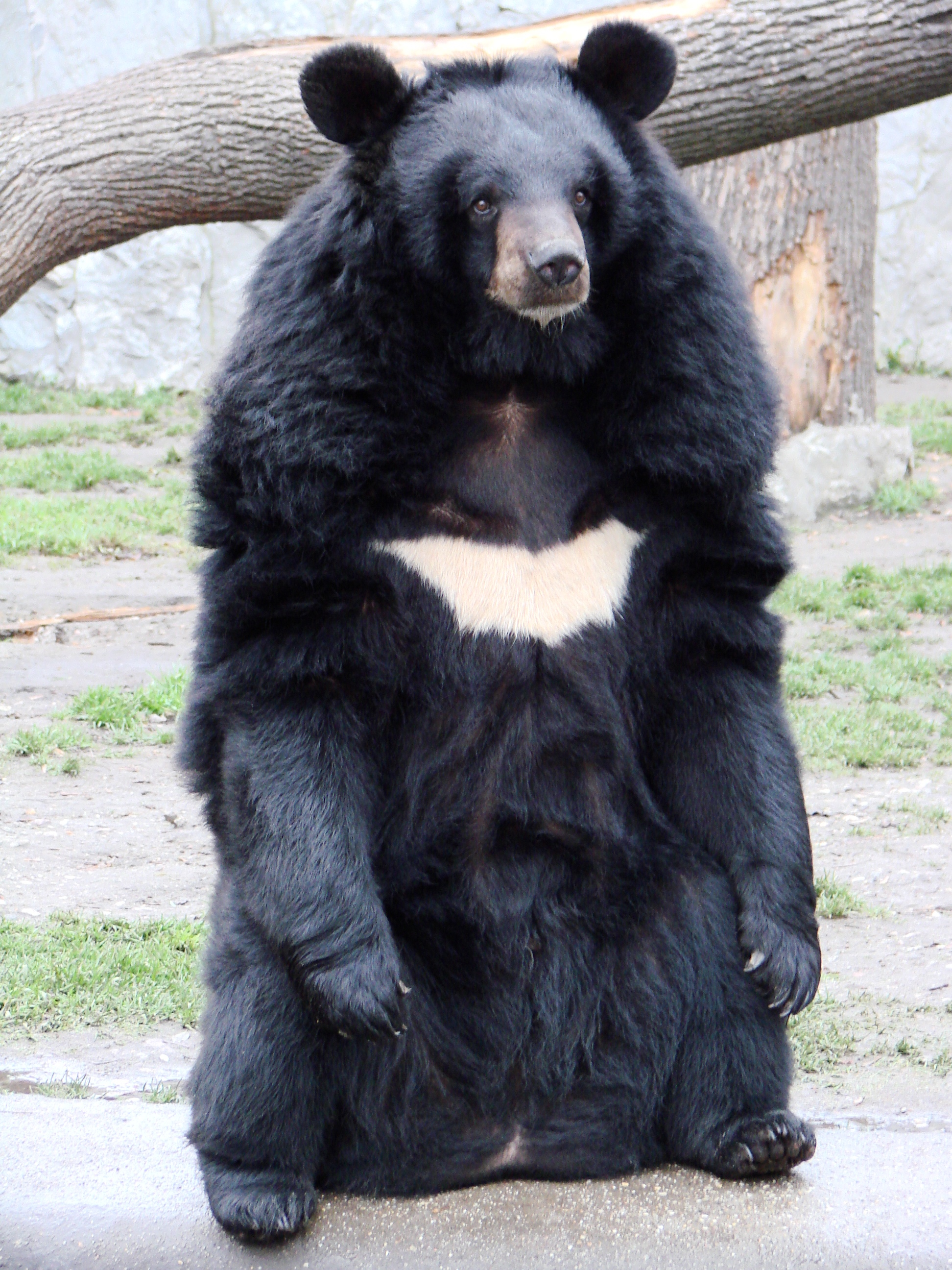
خرس سیاه آسیایی
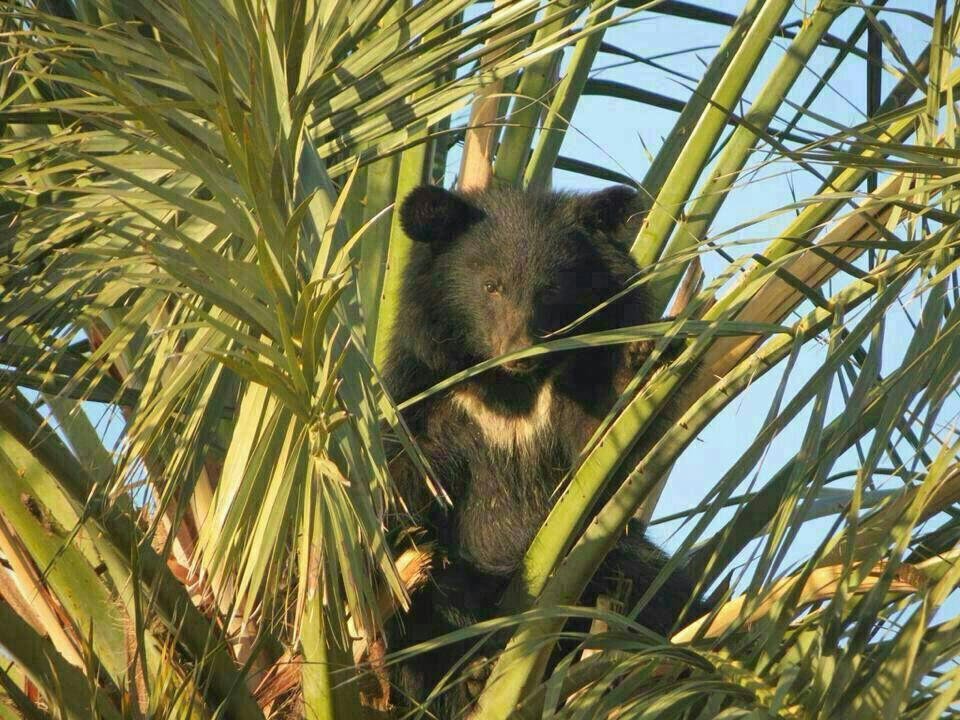
خرس سیاه آمریکایی
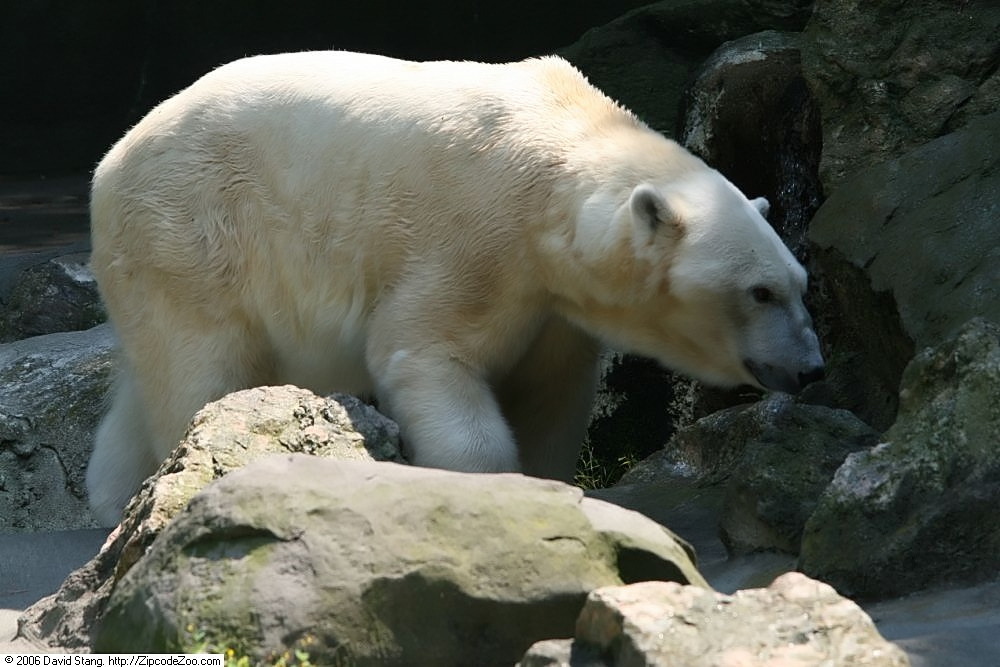
خرس قطبی
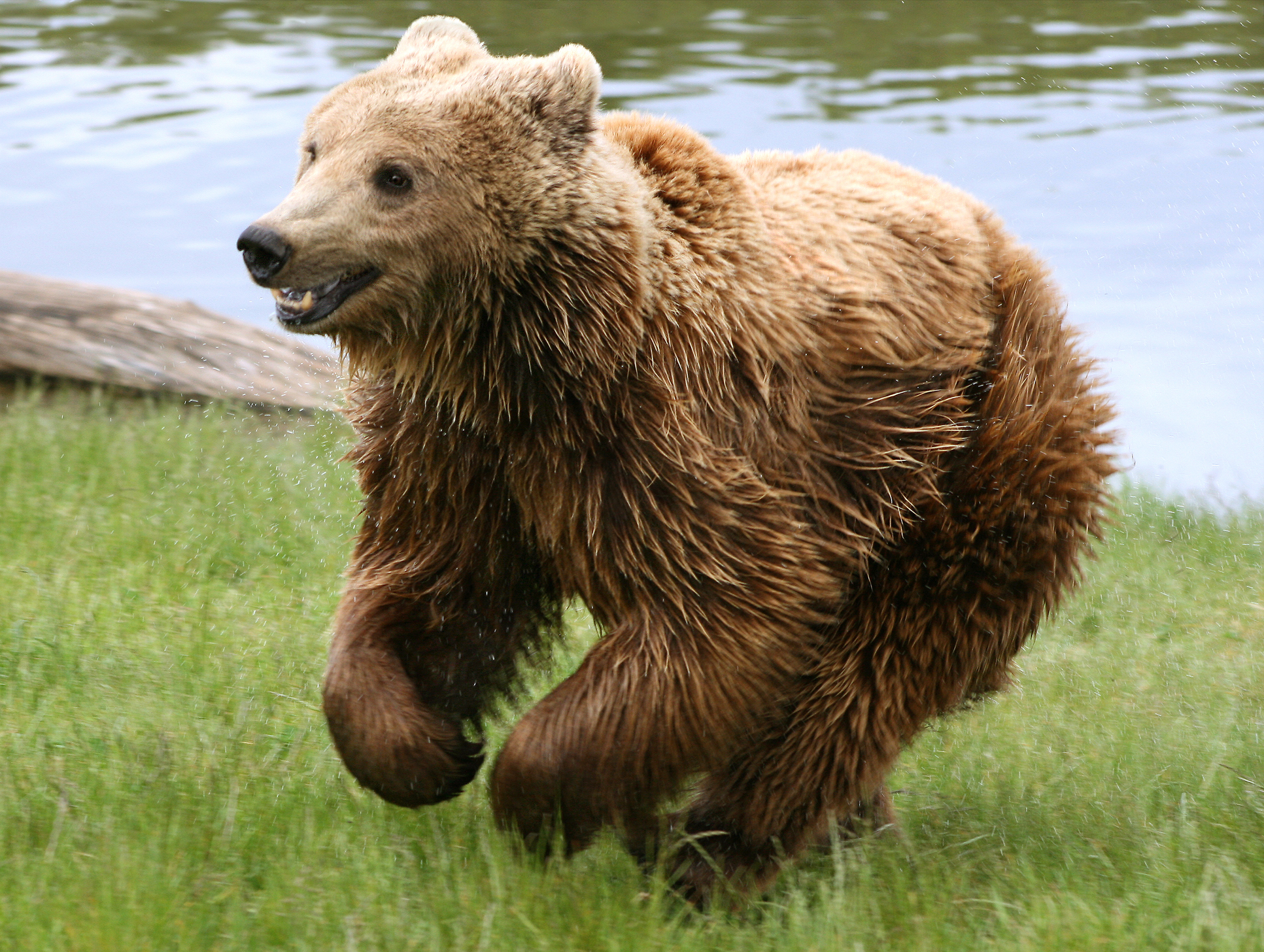
خرس قهوه‌ای
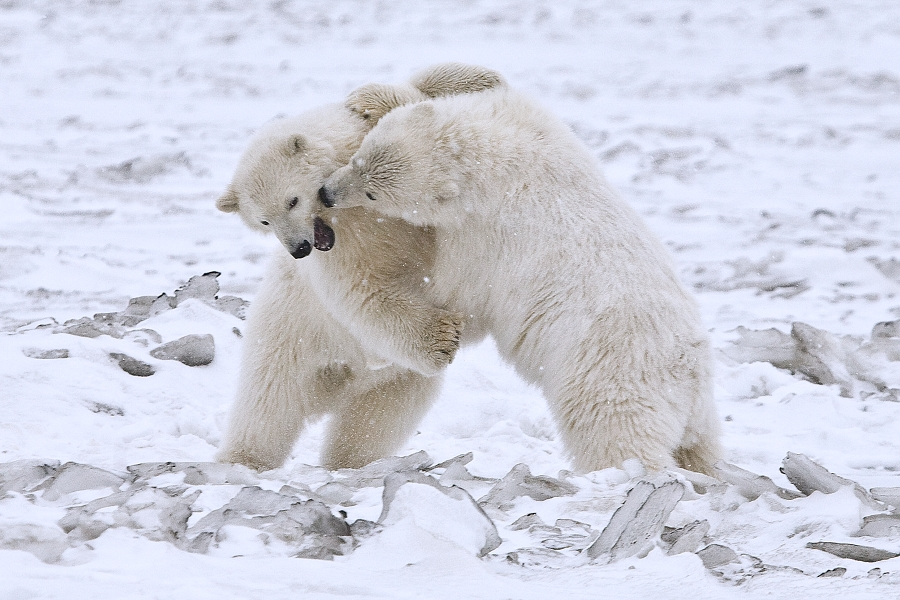
خرس قطبی